# Бензиловая кислота
Бензиловая кислота — органическое соединение с формулой C14H12O3. При комнатной температуре — бесцветные кристаллы, растворимые во многих первичных спиртах. Является ароматической кислотой.

## Получение
Бензиловую кислоту можно получить путём нагревания смеси бензила, этанола и гидроксида калия.
Другой способ получения, найденный Либихом в 1838 году, представляет собой димеризацию бензальдегида в бензил, который превращается в бензиловую кислоту в результате реакции перегруппировки.:

## Применение
Бензиловая кислота используется в производстве лекарственных средств, таких как фенитоин и мепензолат, которые являются антагонистами мускариновых рецепторов ацетилхолина.
Также она используется при производстве 3-хинуклидинилбензилата (BZ), вследствие чего подпадает под регулирование в рамках Конвенции о химическом оружии. За веществом также следят правоохранительные органы многих стран, так как оно используется в производстве галлюциногенных наркотиков.

## Примечание
1. ↑  Bradley J., Williams A., Andrew S.I.D. Lang Jean-Claude Bradley Open Melting Point Dataset // (unknown type) — 2014. — doi:10.6084/M9.FIGSHARE.1031637.V2
2. ↑  Liebig, J. (1838). Ueber Laurent's Theorie der organischen Verbindungen. Annalen der Chemie. 25: 1–31. doi:10.1002/jlac.18380250102. Архивировано 27 апреля 2021. Дата обращения: 19 сентября 2021.
3. ↑  «Nerve Agent Precursors: Benzilic acid and Methyl Benzilate», Factsheets on Chemical and Biological Warfare Agents, Chemical precursors.